# Lakatjärnen (Arvidsjaurs socken, Lappland, 730664-167829)
Lakatjärnen är en sjö i Arvidsjaurs kommun i Lappland och ingår i Piteälvens huvudavrinningsområde. Lakatjärnen ligger i Piteälven Natura 2000-område. Sjöns area är 0,046 kvadratkilometer och den är belägen 330 meter över havet.